# Санта Марија ла Нова (Салерно)
Санта Марија ла Нова је насеље у Италији у округу Салерно, региону Кампанија.
Према процени из 2011. у насељу је живело 504 становника. Насеље се налази на надморској висини од 221 м.